# Marijona Kosakovskienė
Marijona Zabielaitė-Kosakovskienė (* 1704; † 1776 in Litauen) war eine litauische Landgräfin, Verwalterin der Stadt Jonava, 35 km von Kaunas.

## Leben
Marijona Zabielaitė stammte aus Raudondvaris. 1740 baute sie die erste hölzerne Kirche in Jonava. 1750 erteilte der König von Polen und Großherzog von Litauen Friedrich August II. (1696–1763) an Marija Kosakovskienė ein Privileg. In diesem wurden unter anderem mögliche zukünftige Bewohner erwähnt, wobei man ein Städtchen Jonava gründen, in diesem die Märkte und Messen zulassen, freie Menschen der verschiedenen Religionen, darunter Christen, Tataren, Juden unterbringen wollte. Die Stadt wuchs auf und wurde 1773 in der Landkarte vermerkt.
Marija wurde nach ihrem Tod in der Kirche Jonava bestattet.

## Familie
Sie war verheiratet mit Domininkas Kosakovskis (1711–1743). Nach der Heirat wohnten sie im Gutshof Šilai (7 km von Jonava).
Ihre vier Söhne (Mykolas, Antanas, Juozapas Kazimieras und Simonas) wurden einflussreiche Personen im Großfürstentum Litauen. Sie hatten auch eine Tochter Onutė.